# Carl Schwencke

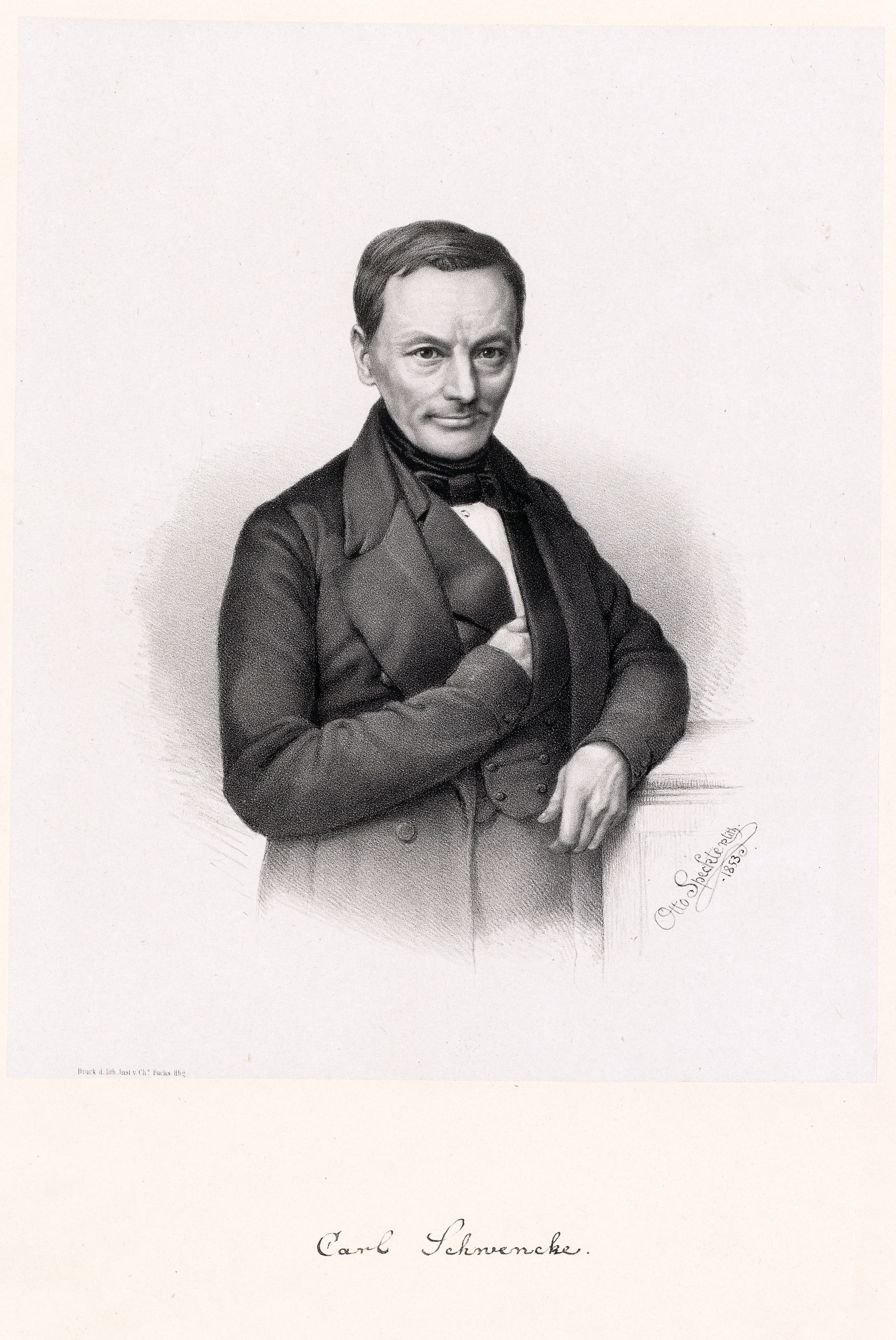
Carl Schwencke, litografi av Otto Speckter, 1853.

Carl Schwencke, född 7 mars 1797 i Hamburg, död tidigast omkring 7 januari 1870 (då han rapporterades saknad, vid tidpunkten bosatt i Nussdorf nära Wien), var en tysk pianist. Han var son till Christian Friedrich Gottlieb Schwencke, bror till Johann Friedrich Schwencke och farbror till Friedrich Gottlieb Schwencke.
Schwencke erhöll musikundervisning av sin far, som var Philipp Emanuel Bachs efterträdare som stadskantor i Hamburg, samt blev snart känd som tonsättare, lärare och pianist med verklig virtuositet och särskild förmåga att improvisera. Hans liv, som var mycket oroligt, tillbragtes mest på konsertresor, varvid han 1816, 1820 och 1822 begav sig till Sverige, där han sista gången stannade en längre tid och verkade som pianolärare, dels i Stockholm (där han första gången uppträdde 1823), dels i åtskilliga landsortsstäder. Han blev 1833 ledamot av Kungliga Musikaliska Akademien. Erik Drake kopierade de flesta av hans tonsättningar och dessa finns i 15 band i Musikaliska akademiens bibliotek. Utgivna är åtskilliga pianoverk, violinmusik, sångstycken, klaverutdrag av en symfoni med mera. En del av hans memoarer trycktes 1884–1885 i Hamburger Korrespondent.